# Liste der Brücken, Fähren, Staustufen und Seilbahnen über den Columbia River

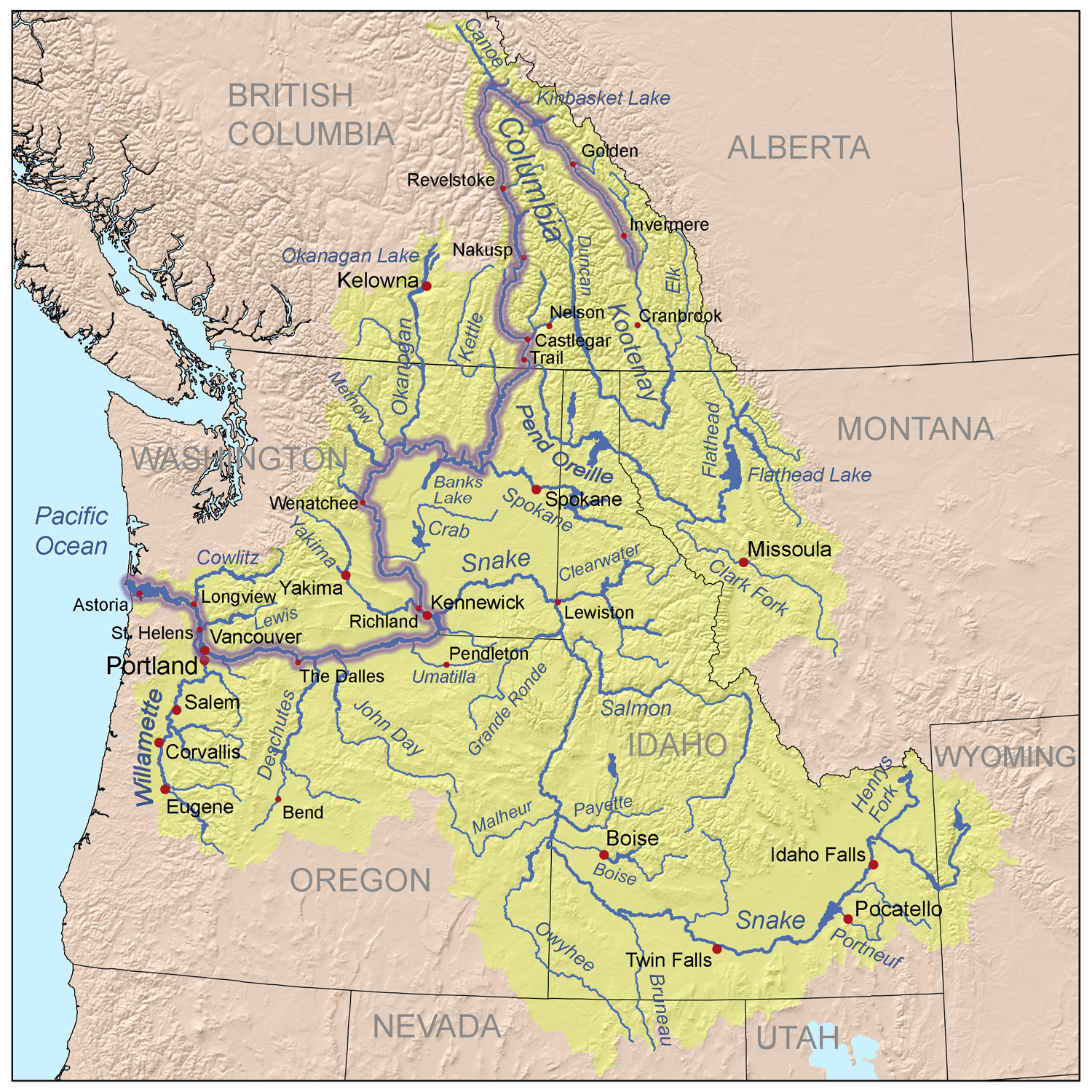
Verlauf und Einzugsgebiet des Columbia in den USA und Kanada

Dies Liste der Brücken, Fähren, Staustufen und Seilbahnen über den Columbia River führt die genannten Querungen und Staustufen von der Mündung in den Pazifischen Ozean bei Astoria flussaufwärts bis zu seinem Quellgebiet in der kanadischen Provinz British Columbia auf. Heute queren über 50 Straßen- und Eisenbahnbrücken den fast 2000 Kilometer langen Fluss, ergänzt durch 6 Autofähren. Zudem wurden 13 Staustufen zur Regulierung der Abflussmengen errichtet, die mit ihren Laufwasserkraftwerken auch der Stromerzeugung dienen.
Die Liste teilt den Flusslauf in drei Abschnitte. Der Columbia River bildet mit seinem Unterlauf die Grenze zwischen den US-Bundesstaaten Oregon und Washington. Der Mittellauf durchquert den Ostteil von Washington und der Oberlauf durchzieht die Columbia Mountains im Südosten von British Columbia.

## Positionskarte Washington (USA)
| Bonneville Dam |

| The Dalles Dam |

| John Day Dam |

| McNary Dam |

| Priest Rapids Dam |

| Wanapum Dam |

| Rock Island Dam |

| Rocky Reach Dam |

| Wells Dam |

| Chief Joseph Dam |

| Grand Coulee Dam |

| Seattle |

| Spokane |

| Portland |

| Puget Sound |

| Oregon |

| Washington |

| Astoria Bridge |

| Julia Butler Hansen Bridge |

| Wahkiakum County Ferry |

| Lewis and Clark Bridge |

| Interstate Bridge |

| BN Bridge 9.6 |

| Glenn L. Jackson Memorial Bridge |

| Bridge of the Gods |

| Hood River Bridge |

| The Dalles Bridge |

| Oregon Trunk Rail Bridge |

| Sam Hill Memorial Bridge |

| Umatilla Bridge |

| UP Columbia River Bridge |

| Cable Bridge |

| Blue Bridge |

| BNSF Kennewick-Pasco Bridge |

| Interstate 182 Bridge |

| Vernita Bridge |

| Beverly Railroad Bridge |

| Vantage Bridge |

| Rock Island Railroad Bridge |

| Senator George Sellar Bridge |

| Old Wenatchee Bridge |

| Richard Odabashian Bridge |

| Beebe Bridge |

| Brewster Bridge |

| Bridgeport Bridge |

| Grand Coulee Bridge |

| Keller-Wilbur Ferry |

| Gifford-Inchelium Ferry |

| Kettle Falls Bridge |

| Kettle Falls Railroad Bridge |

| Northport Bridge |

| Trail Bridge |

| Seattle |

| Spokane |

| Portland |

| Puget Sound |

| Oregon |

| Washington |

| British Columbia |

## Tabellarische Listung über den gesamten Verlauf
| Oregon – Washington Vereinigte Staaten     | Oregon – Washington Vereinigte Staaten | Oregon – Washington Vereinigte Staaten | Oregon – Washington Vereinigte Staaten | Oregon – Washington Vereinigte Staaten               | Oregon – Washington Vereinigte Staaten     | Oregon – Washington Vereinigte Staaten                | Oregon – Washington Vereinigte Staaten |
| Abb.                                       | Bezeichnung                            | Strommeile                             | Eröffnung                              | Konstruktion                                         | Überführt                                  | Ort                                                   | Koordinate                             |
| ------------------------------------------ | -------------------------------------- | -------------------------------------- | -------------------------------------- | ---------------------------------------------------- | ------------------------------------------ | ----------------------------------------------------- | -------------------------------------- |
| Astoria-Megler Bridge                      | Astoria Bridge                         | 13,5 mi (21,7 km)                      | 1966                                   | Fachwerkbrücke (Durchlaufträger)                     | U.S. Highway 101                           | Astoria, Oregon ↔ Megler, Washington                  |                                        |
| Wahkiakum County Ferry                     | Wahkiakum County Ferry                 | 43,2 mi (69,5 km)                      | 1925                                   | Autofähre                                            | Washington State Route 409                 | Westport (Oregon) ↔Puget Island, Washington           |                                        |
| Julia Butler Hansen Bridge                 | Julia Butler Hansen Bridge             | Seitenarm                              | 1939                                   | Fachwerkbrücke (Durchlaufträger)                     | Washington State Route 409                 | Puget Island, Washington ↔Cathlamet, Washington       |                                        |
| Lewis & Clark Bridge                       | Lewis and Clark Bridge                 | 66,0 mi (106,2 km)                     | 1930                                   | Fachwerkbrücke (Gerberträger)                        | Washington State Route 433                 | Longview, Washington ↔ Rainier, Oregon                |                                        |
| BNSF 9.6                                   | BN Railroad Bridge 9.6                 | 105,6 mi (169,9 km)                    | 1908                                   | Fachwerkbrücke mit Drehbrücke                        | BNSF Railway                               | Portland, Oregon ↔ Vancouver, Washington              |                                        |
| Interstate Bridge                          | Interstate Bridge                      | 106,5 mi (171,4 km)                    | 1917 1958                              | Fachwerkbrücke mit Hubbrücke                         | Interstate 5                               | Portland, Oregon ↔ Vancouver, Washington              |                                        |
| Glenn L. Jackson Memorial Bridge           | Glenn L. Jackson Memorial Bridge       | 112,7 mi (181,4 km)                    | 1982                                   | Hohlkastenbrücke                                     | Interstate 205                             | Portland, Oregon ↔ Vancouver, Washington              |                                        |
| Bonneville Dam                             | Bonneville Dam                         | 147,1 mi (236,7 km)                    | 1937                                   | Gewichtsstaumauer                                    |                                            | nahe Bonneville, Oregon ↔North Bonneville, Washington |                                        |
| Bridge of the Gods                         | Bridge of the Gods                     | 148,3 mi (238,7 km)                    | 1926                                   | Fachwerkbrücke (Gerberträger)                        | Pacific Crest Trail                        | Cascade Locks, Oregon ↔ Nähe Stevenson, Washington    |                                        |
| Hood River–White Salmon Interstate Bridge  | Hood River Bridge                      | 168,8 mi (271,7 km)                    | 1924                                   | Fachwerkbrücke mit Hubbrücke                         |                                            | Hood River, Oregon ↔ White Salmon, Washington         |                                        |
| The Dalles Bridge                          | The Dalles Bridge                      | 191,3 mi (307,9 km)                    | 1953                                   | Fachwerkbrücke (Gerberträger)                        | U.S. Highway 197                           | The Dalles, Oregon ↔Dallesport, Washington            |                                        |
| The Dalles Dam                             | The-Dalles-Talsperre                   | 191,5 mi (308,2 km)                    | 1957                                   | Gewichtsstaumauer                                    |                                            | The Dalles, Oregon ↔Dallesport, Washington            |                                        |
| Oregon Trunk Rail Bridge                   | Oregon Trunk Rail Bridge               | 200,0 mi (321,9 km)                    | 1912                                   | Fachwerkbrücke mit Hubbrücke                         | BNSF Railway                               | Wishram, Washington ↔Celilo Village, Oregon           |                                        |
| Sam Hill Memorial Bridge                   | Sam Hill Memorial Bridge               | 208,2 mi (335,1 km)                    | 1962                                   | Balkenbrücke mit Fachwerkträger                      | U.S. Highway 97                            | Biggs Junction, Oregon ↔Maryhill, Washington          |                                        |
| John Day Dam                               | John Day Dam                           | 215,6 mi (347 km)                      | 1971                                   | Gewichtsstaumauer                                    |                                            | Lake Umatilla                                         |                                        |
| Umatilla Bridge                            | Umatilla Bridge                        | 290,3 mi (467,2 km)                    | 1955 1988                              | Fachwerkbrücke (Gerberträger) Hohlkastenbrücke       | Interstate 82 U.S. Highway 395             | Umatilla, Oregon ↔Plymouth, Washington                |                                        |
| McNary Dam                                 | McNary Dam                             | 292,0 mi (469,9 km)                    | 1954                                   | Gewichtsstaumauer                                    |                                            | Lake Wallula                                          |                                        |
| Washington Vereinigte Staaten              |                                        |                                        |                                        |                                                      |                                            |                                                       |                                        |
| Abb.                                       | Bezeichnung                            | Strommeile                             | Eröffnung                              | Konstruktion                                         | Überführt                                  | Ort                                                   | Koordinate                             |
|                                            | UP Columbia River Bridge               | 323,5 mi (520,6 km)                    | (1912, 1924) 1977                      | Fachwerkbrücke mit Hubbrücke                         | Union Pacific Railway                      | Burbank, Washington ↔Finley, Washington               |                                        |
|                                            | BNSF Kennewick-Pasco Bridge            | 328,0 mi (527,9 km)                    | (1888) 1906                            | Fachwerkbrücke mit Hubbrücke                         | BNSF Railway                               | Pasco, Washington ↔ Kennewick, Washington             |                                        |
| Cable Bridge                               | Cable Bridge                           | 328,5 mi (528,7 km)                    | (1922) 1978                            | Schrägseilbrücke                                     | Washington State Route 397                 | Pasco, Washington ↔ Kennewick, Washington             |                                        |
| Blue Bridge                                | Blue Bridge                            | 330,0 mi (531,1 km)                    | 1954                                   | Fachwerk-Bogenbrücke                                 | U.S. Highway 395                           | Pasco, Washington ↔ Kennewick, Washington             |                                        |
| Interstate 182 Bridge                      | I-182 Bridge                           | 336,0 mi (540,7 km)                    | 1984                                   | Hohlkastenbrücke                                     | Interstate 182 U.S. Highway 12             | Pasco, Washington ↔ Richland, Washington              |                                        |
| Vernita Bridge                             | Vernita Bridge                         | 388,0 mi (624,4 km)                    | 1965                                   | Balkenbrücke mit Fachwerkträger                      | Washington State Route 24                  | Westlich Hanford Site                                 |                                        |
| Mattawa Ropeway Conveyor                   | Mattawa Ropeway Conveyor               |                                        |                                        | Materialseilbahn                                     | (stillgelegt)                              | Mattawa, Washington ↔ Westlich Hanford Site           |                                        |
| Priest Rapids Dam                          | Priest Rapids Dam                      | 397,1 mi (639,1 km)                    | 1961                                   | Gewichtsstaumauer                                    |                                            | Grant County ↔ Yakima, Washington                     |                                        |
| Beverly Railroad Bridge                    | Beverly Railroad Bridge                | 412,3 mi (663,5 km)                    | 1909                                   | Fachwerkbrücke                                       | Radwanderweg (ehemals Milwaukee Road)      | Beverly, Washington                                   |                                        |
| Wanapum Dam                                | Wanapum Dam                            | 415,8 mi (669,2 km)                    | 1963                                   | Schüttdamm mit Gewichtsstaumauer                     |                                            | Grant County ↔ Kittitas County, Washington            |                                        |
| Vantage Bridge                             | Vantage Bridge                         | 420,0 mi (675,9 km)                    | 1962                                   | Fachwerk-Bogenbrücke                                 | Interstate 90                              | Vantage, Washington                                   |                                        |
| Rock Island Dam                            | Rock Island Dam                        | 453,4 mi (729,7 km)                    | 1933                                   | Gewichtsstaumauer                                    |                                            | Chelan County ↔ Douglas County, Washington            |                                        |
| Rock Island Railroad Bridge                | Rock Island Railroad Bridge            | 457,0 mi (735,5 km)                    | 1893                                   | Fachwerkbrücke                                       | BNSF Railway                               | Rock Island, Washington                               |                                        |
| Senator George Sellar Bridge               | Senator George Sellar Bridge           | 464,4 mi (747,4 km)                    | 1950                                   | Fachwerk-Bogenbrücke                                 | Washington State Route 285                 | Wenatchee, Washington ↔ East Wenatchee, Washington    |                                        |
| Old Wenatchee Bridge                       | Old Wenatchee Bridge                   | 465,1 mi (748,5 km)                    | 1908                                   | Fachwerkbrücke (Gerberträger)                        | Fußgängerbrücke, Wasserpipeline            | Wenatchee, Washington ↔ East Wenatchee, Washington    |                                        |
| Richard Odabashian Bridge                  | Richard Odabashian Bridge              | 469,1 mi (754,9 km)                    | 1971                                   | Hohlkastenbrücke                                     | U.S. Highway 2 U.S. Highway 97             | Wenatchee, Washington ↔ East Wenatchee, Washington    |                                        |
| Rocky Reach Dam                            | Rocky Reach Dam                        | 473,7 mi (762,3 km)                    | 1961                                   | Gewichtsstaumauer                                    |                                            | Lake Entiat                                           |                                        |
| Beebe Bridge                               | Beebe Bridge                           | 504,1 mi (811,3 km)                    | (1919) 1963                            | Fachwerkbrücke (Durchlaufträger mit Stabbogenbrücke) | U.S. Highway 97                            | Chelan, Washington                                    |                                        |
| Wells Dam                                  | Wells Dam                              | 515,1 mi (829 km)                      | 1967                                   | Gewichtsstaumauer                                    |                                            | Lake Pateros                                          |                                        |
|                                            | Brewster Bridge                        | 530,0 mi (853 km)                      | (1928) 1971                            | Balkenbrücke (Vollwandträger)                        | Washington State Route 173                 | Brewster, Washington                                  |                                        |
| Bridgeport Bridge                          | Bridgeport Bridge                      | 544,5 mi (876,3 km)                    | 1950                                   | Fachwerkbrücke (Durchlaufträger)                     | Washington State Route 17                  | Bridgeport, Washington                                |                                        |
| Chief Joseph Dam                           | Chief Joseph Dam                       | 545,1 mi (877,3 km)                    | 1979                                   | Gewichtsstaumauer                                    |                                            | Rufus Woods Lake                                      |                                        |
| Grand Coulee Bridge                        | Grand Coulee Bridge                    | 595,0 mi (957,6 km)                    | 1936                                   | Fachwerkbrücke (Gerberträger)                        | Washington State Route 155                 | Coulee Dam, Washington                                |                                        |
| Grand Coulee Dam                           | Grand Coulee Dam                       | 596,6 mi (960,1 km)                    | 1941                                   | Gewichtsstaumauer                                    |                                            | Franklin D. Roosevelt Lake                            |                                        |
| Keller Ferry                               | Keller-Wilbur Ferry                    |                                        | 1890er                                 | Autofähre                                            | Washington State Route 21                  | Keller, Washington Wilbur, Washington                 |                                        |
| Gifford–Inchelium Ferry                    | Gifford-Inchelium Ferry                |                                        | 1898                                   | Autofähre                                            |                                            | Gifford, Washington Inchelium, Washington             |                                        |
| Kettle Falls Bridge (Vordergrund)          | Kettle Falls Bridge                    | 703,2 mi (1.131,7 km)                  | (1929) 1941                            | Fachwerkbrücke (Gerberträger)                        | Washington State Route 20 U.S. Highway 395 | Kettle Falls, Washington                              |                                        |
| Kettle Falls Railroad Bridge (Hintergrund) | Kettle Falls Railroad Bridge           | 703,2 mi (1.131,7 km)                  | 1941                                   | Fachwerkbrücke (Gerberträger)                        | Kettle Falls International Railway         | Kettle Falls, Washington                              |                                        |
| Northport Bridge                           | Northport Bridge                       | 750,9 mi (1.208,5 km)                  | (1897) 1951                            | Fachwerkbrücke (Gerberträger)                        | Washington State Route 25                  | Northport, Washington                                 |                                        |
| British Columbia Kanada                    |                                        |                                        |                                        |                                                      |                                            |                                                       |                                        |
| Abb.                                       | Bezeichnung                            | Strommeile                             | Eröffnung                              | Konstruktion                                         | Überführt                                  | Ort                                                   | Koordinate                             |
| Old Trail Bridge                           | Old Trail Bridge                       |                                        | 1912                                   | Fachwerkbrücke                                       | (stillgelegt)                              | Trail, BC                                             |                                        |
| Columbia River Skywalk                     | Columbia River Skywalk                 |                                        | 2016                                   | Hängebrücke                                          | Fußgängerbrücke                            | Trail, BC                                             |                                        |
| Trail Bridge                               | Trail Bridge                           |                                        | 1961                                   | Stabbogenbrücke                                      | Hwy 3B Hwy 22A                             | Trail, BC                                             |                                        |
| Kinnaird Bridge                            | Kinnaird Bridge                        |                                        | 1965                                   | Balkenbrücke (Spannbeton-Gerberträger)               | Crowsnest Highway                          | Castlegar, BC                                         |                                        |
| CPR Bridge Castlegar                       | CPR Bridge Castlegar                   |                                        | 1902                                   | Fachwerkbrücke mit Drehbrücke                        | Canadian Pacific Railway                   | Castlegar, BC ↔ Robson, BC,                           |                                        |
|                                            | Castlegar-Robson Bridge                |                                        | 1994                                   | Balkenbrücke                                         | Bridge Street                              | Castlegar, BC ↔ Robson, BC,                           |                                        |
| Hugh Keenleyside Dam                       | Hugh Keenleyside Dam                   | 780,0 mi (1.255,3 km)                  | 1968                                   | Schüttdamm mit Gewichtsstaumauer                     |                                            | Nördlich Castlegar                                    |                                        |
| Needles Cable Ferry                        | Needles Cable Ferry                    |                                        | 1920er                                 | Autofähre                                            | Hwy 6                                      | Needles, BC ↔ Fauquier, BC                            |                                        |
|                                            | Arrow Park Ferry                       |                                        |                                        | Autofähre                                            |                                            | Arrow Park, BC ↔ East Arrow Park, BC                  |                                        |
| Upper Arrow Lakes Ferry                    | Upper Arrow Lakes Ferry                |                                        | 1960er                                 | Autofähre                                            |                                            | Shelter Bay, BC ↔ Galena Bay, BC                      |                                        |
| Big Eddy Bridge                            | Big Eddy Bridge                        |                                        | 1924                                   | Fachwerkbrücke                                       | Big Eddy Rd.                               | Revelstoke, BC                                        |                                        |
| Eisenbahnbrücke Revelstoke                 | CPR Bridge Revelstoke                  |                                        | (1885, 1907) 1968                      | Balkenbrücke (Vollwandträger)                        | Canadian Pacific Railway                   | Revelstoke, BC                                        |                                        |
| Revelstoke Bridge                          | Revelstoke Bridge                      |                                        | 1961                                   | Hängebrücke                                          | Trans-Canada Highway Hwy 23                | Revelstoke, BC                                        |                                        |
| Revelstoke Dam                             | Revelstoke Dam                         | 934,0 mi (1.503,1 km)                  | 1984                                   | Gewichtsstaumauer                                    |                                            | Revelstoke Lake                                       |                                        |
| Mica Dam                                   | Mica Dam                               | 1.018,0 mi (1.638,3 km)                | 1973                                   | Schüttdamm                                           |                                            | Mica Creek, BC Kinbasket Lake                         |                                        |
|                                            | CPR Bridge Donald                      |                                        |                                        |                                                      | Canadian Pacific Railway                   | Donald, BC                                            |                                        |
|                                            | Donald Bridge                          |                                        | 1960                                   | Balkenbrücke (Vollwandträger)                        | Trans-Canada Highway                       | Donald, BC                                            |                                        |
| Kicking Horse Drive Bridge                 | Kicking Horse Drive Bridge             |                                        | 1983                                   | Balkenbrücke (Vollwandträger)                        | Kicking Horse Dr.                          | Golden, BC                                            |                                        |
|                                            | Canyon Creek Bridge                    |                                        | 2002                                   | Balkenbrücke                                         | Canyon Creek Road                          | Nicholson, BC                                         |                                        |
|                                            | Parson Bridge                          |                                        | 1975                                   | Balkenbrücke                                         | Parson River Crossing Rd.                  | Parson, BC                                            |                                        |
|                                            | Spillimacheen Bridge                   |                                        | (1910er) 1997                          |                                                      | Westside Rd.                               | Spillimacheen, BC                                     |                                        |
|                                            | Botts Channel Bridge                   |                                        | 1973                                   |                                                      | Brisco Rd.                                 | Brisco, BC                                            |                                        |
|                                            | Brisco Road Bridge                     |                                        | 1968                                   |                                                      | Brisco Rd.                                 | Brisco, BC                                            |                                        |
|                                            | Forsters Landing Bridge                |                                        |                                        | Balkenbrücke                                         | Forsters Landing Road                      | Radium Hot Springs, BC                                |                                        |
|                                            | CPR Bridge Shuswap                     |                                        |                                        |                                                      | Canadian Pacific Railway                   | nördlich von Invermere, BC                            |                                        |
|                                            | Athalmer Bridge                        |                                        | 1987                                   | Balkenbrücke (Vollwandträger)                        | Athalmer Rd.                               | Invermere, BC                                         |                                        |
| Fairmont Bridge                            | Fairmont Bridge                        |                                        | 1964                                   | Balkenbrücke                                         | Hwy 93 Hwy 95                              | Fairmont Hot Springs, BC                              |                                        |

## Positionskarte British Columbia (Kanada)
| Hugh Keenleyside Dam |

| Revelstoke Dam |

| Mica Dam |

| Vancouver |

| British Columbia |

| Washington |

| Northport Bridge |

| Trail Bridge |

| Kinnaird Bridge |

| Castlegar-Robson Bridge |

| CPR Bridge Castlegar |

| Big Eddy Bridge |

| Revelstoke Bridge |

| CPR Bridge Revelstoke |

| Donald Bridge |

| CPR Bridge Donald |

| Kicking Horse Drive |

| Canyon Creek |

|  |

|  |

|  |

| Brisco Road |

|  |

|  |

| CPR Bridge Shuswap |

| Fairmont Bridge |

| Needles Cable Ferry |

| Arrow Park Ferry |

| Upper Arrow Lakes Ferry |

| Vancouver |

| British Columbia |

| Washington |